# Ени-Зод
Ени-Зод (азерб. Yeni Zod, до 1999 года — Азад) — село в Гёйгёльском районе Азербайджана.

## История
До 1999 года село называлось Азад (азерб. Azad, арм. Ազատ). 
В 1908 году в селе Азат жило 550 человек, в основном армяне. В советское время входило в Ханларский район Азербайджанской ССР и имело преимущественно армянское население.
Зимой 1989—1990 годов, в ходе Карабахского конфликта, по причине непрекращающихся вооружённых нападений, давления районных органов власти и командиров подразделений внутренних войск местное население покинуло места своего проживания. Дома у сельчан выкупались исполкомом районного Совета, выезд проходил мирно. Вместо них в село были заселены беженцы-азербайджанцы, которые были изгнаны из Армении годом ранее.
По итогам Первой Карабахской войны село осталось под контролем Азербайджана. При этом непризнанная Нагорно-Карабахская Республика, претендовавшая на бывшие армянонаселённые сёла Ханларского района, административно относила их к Шаумяновскому району.
Согласно Закону Азербайджанской Республики № 708 «О некоторых изменениях в административно-территориальном делении некоторых районов Азербайджанской Республики» от 5 октября 1999 года, село Азад было переименовано в Ени-Зод (с азерб. — «Новый Зод», от азербайджанского названия села Сотк в Армении).
Большую часть жителей составляют азербайджанцы — беженцы из Армении, также здесь проживают вынужденные переселенцы из Кельбаджарского района Азербайджана.
Одна из улиц села носит имя уроженца села Зод, Национального героя Азербайджана Этибара Гаджиева.